# Куслін
Куслін (пол. Kuślin) — село в Польщі, у гміні Куслін Новотомиського повіту Великопольського воєводства.
Населення — 623 особи (2011).
У 1975-1998 роках село належало до Познанського воєводства.

## Демографія
Демографічна структура станом на 31 березня 2011 року:
|          | Загалом | Допрацездатний вік | Працездатний вік | Постпрацездатний вік |
| -------- | ------- | ------------------ | ---------------- | -------------------- |
| Чоловіки | 310     | 82                 | 218              | 10                   |
| Жінки    | 313     | 70                 | 187              | 56                   |
| Разом    | 623     | 152                | 405              | 66                   |